# Europese PGA Tour 1996
De Europese PGA Tour 1996 was het 25ste seizoen van de Europese PGA Tour en bestond uit 36 toernooien.
Dit seizoen stond er zes nieuwe toernooien op de kalender: de Heineken Classic, de Dimension Data Pro-Am, het FNB Players Championship, de Slaley Hall Northumberland Challenge, de Loch Lomond World Invitational en de Oki Pro-Am. Het Tenerife Open, het Open Mediterrania, het Open de Baleares en het Jersey Open verdwenen van de kalender.

## Kalender
De drie Amerikaanse majors staan op de Europese kalender maar het prijzengeld telt niet mee voor de Europese Order of Merit.
| Data  | Data  | Toernooi                             | Baan                                      | Land             | Winnaar             | Score | Score | Info           |
| ----- | ----- | ------------------------------------ | ----------------------------------------- | ---------------- | ------------------- | ----- | ----- | -------------- |
| 25-01 | 28-01 | Johnnie Walker Classic               | Tanah Merah Country Club                  | Singapore        | Ian Woosnam         | 272   | -16   |                |
| 01-02 | 04-02 | Heineken Classic                     | The Vines Golf & Country Club             | Australië        | Ian Woosnam         | 277   | -11   | Nieuw toernooi |
| 08-02 | 11-02 | Dimension Data Pro-Am                | Gary Player Country Club                  | Zuid-Afrika      | Mark McNulty        | 282   | -6    | Nieuw toernooi |
| 15-02 | 18-02 | South African PGA Championship       | Houghton Golf Club                        | Zuid-Afrika      | Sven Strüver        | 202   | -14   | 3 speelronden  |
| 22-02 | 25-02 | FNB Players Championship             | Durban Country Club                       | Zuid-Afrika      | Wayne Westner       | 270   | -18   | Nieuw toernooi |
| 29-02 | 02-03 | Catalan Open                         | Club de Bonmont                           | Spanje           | Paul Lawrie         | 135   | -9    | 2 speelronden  |
| 07-03 | 10-03 | Moroccan Open                        | Royal Golf Club Agadir                    | Marokko          | Peter Hedblom       | 281   | -7    |                |
| 14-03 | 17-03 | Dubai Desert Classic                 | Emirates Golf Club                        | V.A.E.           | Colin Montgomerie   | 270   | -18   |                |
| 21-03 | 24-03 | Portuguese Open                      | Clube de Campo da Aroeira                 | Portugal         | Wayne Riley         | 271   | -13   |                |
| 28-03 | 31-03 | Madeira Island Open                  | Campo de Golfe da Madeira                 | Portugal         | Jarmo Sandelin      | 279   | -9    |                |
| 11-04 | 14-04 | Masters Tournament                   | Augusta                                   | Verenigde Staten | Nick Faldo          |       |       |                |
| 18-04 | 21-04 | Air France Cannes Open               | Golf de Cannes-Mougins                    | Frankrijk        | Raymond Russell     | 272   | -12   |                |
| 25-04 | 28-04 | Turespaña Masters                    | El Saler Campo de Golf                    | Spanje           | Diego Borrego       | 271   | -17   |                |
| 02-05 | 05-05 | Conte of Florence Italian Open       | Golf Club Bergamo L'Albenza               | Italië           | Jim Payne           | 275   | -9    |                |
| 09-05 | 12-05 | Peugeot Spanish Open                 | Club de Campo Villa de Madrid             | Spanje           | Pádraig Harrington  | 272   | -16   |                |
| 16-05 | 19-05 | Benson & Hedges International Open   | The Oxfordshire Golf Club                 | Engeland         | Stephen Ames        | 283   | -5    |                |
| 24-05 | 27-05 | Volvo PGA Championship               | The Wentworth Club                        | Engeland         | Costantino Rocca    | 274   | -14   |                |
| 30-05 | 02-06 | Deutsche Bank Open TPC of Europe     | Gut Kaden Golf und Land Club              | Duitsland        | Frank Nobilo        | 270   | -18   |                |
| 06-06 | 09-06 | Alamo English Open                   | Marriott Forest of Arden G & CC           | Engeland         | Robert Allenby      | 278   | -10   |                |
| 13-06 | 16-06 | US Open                              | Oakland Hills Golf Club                   | Verenigde Staten | Steve Jones         |       |       |                |
| 15-06 | 18-06 | Slaley Hall Northumberland Challenge | Slaley Hall Golf Course                   | Engeland         | Retief Goosen       | 277   | -11   | Nieuw toernooi |
| 20-06 | 23-06 | BMW International Open               | St. Eurach Land- und Golf Club            | Duitsland        | Marc Farry          | 132   | -12   | 2 speelronden  |
| 27-06 | 30-06 | Peugeot Open de France               | Le Golf National                          | Frankrijk        | Robert Allenby      | 272   | -16   |                |
| 04-07 | 07-07 | Carroll's Irish Open                 | Druids Glen Golf Club                     | Ierland          | Colin Montgomerie   | 279   | -5    |                |
| 10-07 | 13-07 | Bell's Scottish Open                 | Gleneagles King's Course                  | Schotland        | Ian Woosnam         | 289   | +1    |                |
| 18-07 | 21-07 | The Open Championship                | Royal Lytham & St. Annes Golf Club        | Engeland         | Tom Lehman          | 271   | -13   |                |
| 25-07 | 28-07 | Sun Microsystems Dutch Open          | Hilversumsche Golf Club                   | Nederland        | Mark McNulty        | 266   | -18   |                |
| 01-08 | 04-08 | Scandinavian Masters                 | Forsgårdens Golfklubb                     | Zweden           | Lee Westwood        | 281   | -7    |                |
| 08-08 | 11-08 | USPGA Championship                   | Valhalla Golf Club                        | Verenigde Staten | José Salgado        |       |       |                |
| 08-08 | 11-08 | Hohe Brucke Open                     | Golfclub Herrensee                        | Oostenrijk       | Paul McGinley       | 269   | -19   |                |
| 15-08 | 18-08 | Chemapol Trophy Czech Open           | Royal Golf Club Mariánské Lázně           | Tsjechië         | Jonathan Lomas      | 272   | -12   |                |
| 22-08 | 25-08 | Volvo German Open                    | Golfanlage Schloss Nippenburg             | Duitsland        | Ian Woosnam         | 193   | -20   | 3 speelronden  |
| 28-08 | 31-08 | One 2 One British Masters            | Collingtree Park Golf Club                | Engeland         | Robert Allenby      | 284   | -4    |                |
| 05-09 | 08-09 | Canon European Masters               | Golf Club Crans-sur-Sierre                | Zwitserland      | Colin Montgomerie   | 264   | -24   |                |
| 12-09 | 15-09 | Trophée Lancôme                      | Golf de Saint-Nom-la-Bretèche             | Frankrijk        | Jesper Parnevik     | 268   | -12   |                |
| 19-09 | 22-09 | Loch Lomond World Invitational       | Loch Lomond Golf Club                     | Schotland        | Thomas Bjørn        | 277   | -7    | Nieuw toernooi |
| 26-09 | 29-09 | Smurfit European Open                | The K Club                                | Ierland          | Per-Ulrik Johansson | 277   | -11   |                |
| 03-10 | 06-10 | Linde German Masters                 | Berliner Golf & Country Club Motzener See | Duitsland        | Darren Clarke       | 264   | -24   |                |
| 10-10 | 13-10 | Oki Pro-Am                           | La Moraleja Golf                          | Spanje           | Tom Kite            | 273   | -15   | Nieuw toernooi |
| 17-10 | 20-10 | Toyota World Match Play Championship | The Wentworth Club                        | Engeland         | Ernie Els           | -     | -     |                |
| 24-10 | 27-10 | Volvo Masters                        | Valderrama Golf Club                      | Spanje           | Mark McNulty        | 276   | -8    |                |

## Order of Merit
De Order of Merit wordt gebaseerd op basis van het verdiende geld.
| Rang | Speler            | Land          | Prijzengeld (€) |
| ---- | ----------------- | ------------- | --------------- |
| 1    | Colin Montgomerie | Schotland     | 1.225.205       |
| 2    | Ian Woosnam       | Wales         | 910.594         |
| 3    | Robert Allenby    | Australië     | 745.001         |
| 4    | Costantino Rocca  | Italië        | 675.619         |
| 5    | Mark McNulty      | Zimbabwe      | 649.386         |
| 6    | Lee Westwood      | Engeland      | 600.171         |
| 7    | Andrew Coltart    | Schotland     | 484.311         |
| 8    | Darren Clarke     | Noord-Ierland | 461.714         |
| 9    | Paul Broadhurst   | Engeland      | 420.510         |
| 10   | Thomas Bjørn      | Denemarken    | 409.470         |